# Ananda Lewis
Ananda Lewis (San Diego, 21 marzo 1973 – Los Angeles, 11 giugno 2025) è stata una modella e conduttrice televisiva statunitense.
Vj di MTV dalla fine degli anni novanta al 2001, era nota principalmente per aver condotto i talk-show The Ananda Lewis Show e The Insider. Il suo nome significa felicità in lingua sanscrita. Nel 2000 la rivista People inserì la Lewis tra le cinquanta persone più belle del mondo.

## Biografia
Di origini afroamericane e native americane, Ananda Lewis si trasferì all'età di due anni insieme alla madre e alla sorella maggiore a San Diego, dopo il divorzio dei genitori. Successivamente la madre partì per l'Europa per un anno, durante il quale Ananda Lewis e la sorella furono affidate alla nonna materna.
Nel 1981 la Lewis vinse il Little Miss San Diego Contest. La vittoria attirò l'attenzione di un talent agent e permise alla Lewis di iniziare a lavorare in teatro e in televisione. Durante i suoi studi al collegio, la Lewis iniziò a fare volontariato, occupandosi di un gruppo di giovani a rischio per la Youth Leadership Institute. Successivamente vinse le audizioni del programma televisivo BET's Teen Summit e per tre stagioni si occupò delle gravi questioni che riguardano gli adolescenti.
Alla fine degli anni novanta,  MTV offrì alla Lewis la possibilità di diventare una vj. Lei accettò, dopo alcuni tentennamenti, e le furono affidati i programmi Total Request Live e The Hot Zone. Inoltre si occupò dei programmi riguardanti il massacro della Columbine High School e la tragica morte della cantante Aaliyah.
Nel 2001 la Lewis decise di lasciare MTV per condurre un suo show televisivo, The Ananda Lewis Show, che debuttò il 10 settembre sulla NBC. Le sue apparizioni su MTV continuarono anche dopo l'inizio dello show, che fu cancellato dopo un anno.  Nel 2004 la Lewis condusse il programma The Insider, per il quale intervistò attori e personaggi televisivi quali Don Cheadle, Ryan Phillippe e Paris Hilton. Successivamente partecipò nel ruolo di sé stessa a varie serie televisive.
Il 2 ottobre 2020 annunciò di avere un cancro al seno, contro il quale stava combattendo da due anni. Nel 2024 la malattia aveva già raggiunto il quarto stadio. Amanda Lewis è morta l'11 giugno 2025 a 52 anni.

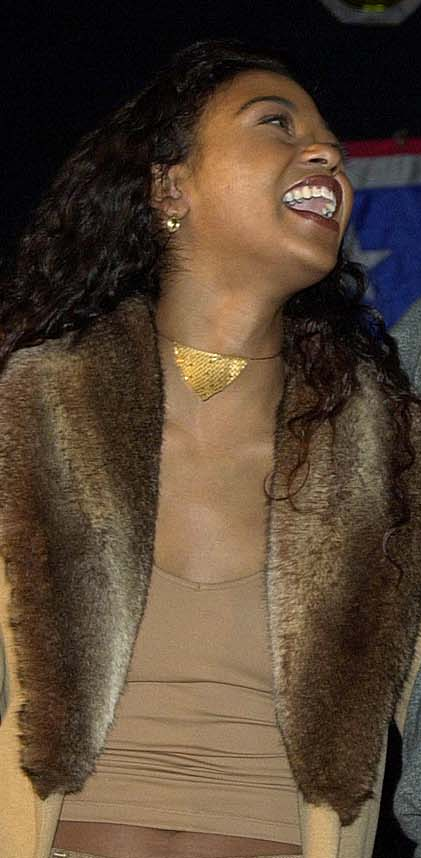
Ananda Lewis nel 2000